# Pavaʻiaʻi
Pavaʻiaʻi – wieś w Samoa Amerykańskim; 2 700 mieszkańców (2006). Przemysł spożywczy, ośrodek turystyczny.